# Claude Mignaçabal
Pas d'image ? Cliquez ici

a Compétitions nationales et continentales officielles uniquement.

Dernière mise à jour le 11 février 2022.
Pour les articles homonymes, voir Mignaçabal.
Claude Mignaçabal, né le 1er février 1970 à Bourg-de-Péage, est un joueur français de rugby à XV, ayant évolué au poste de demi d'ouverture ou d'arrière.
Il est le fils de Jean-Claude Mignaçabal et le neveu de Eugène Ruiz.

## Biographie
Claude Mignaçabal joue presque toute sa carrière à l'US Romans Péage entrecoupée de deux saisons au FC Grenoble entre 1996 et 1998.
Il a été élu meilleur buteur du championnat en 1996 et a aussi battu un record avec 340 points marqués sur une saison.

## Palmarès
- Championnat de France groupe B :
  - Vice-champion (1) : 1995